# I. Eulogiosz alexandriai görög pátriárka
I. (Szent) Eulogiosz (ógörögül:  Εὐλόγιος, latinul: Eulogius), (? – 608. szeptember 13.) alexandriai görög pátriárka 581-től haláláig.

## Élete
Eulogiosz egy antiochiai kolostornak vezetője volt, és II. Tiberiosz bizánci császár választotta ki az alexandriai pátriárkai székre 581-ben. Részt vett a hitvitákban, és Jézus egyszemélyben lévő isteni és emberi természetét védte a nesztoriánusokkal és a monofizitákkal szemben. Nézetét több írásában is kifejtette. Kortársa, Nagy Szent Gergely római pápa dicsérettel emlékezik meg róla, mert Eulogiosz támogatta a pápa felsőbbségét más püspökökkel szemben. Püspöksége alatt az alexandriai egyházban virágzásnak indult a hitélet. Idős korban hunyt el 608-ban. Az ortodox egyház szentként tiszteli, és ünnepnapját február 13. napján üli meg.
Eulogiosz írásai, melyekben a monofizitizmust támadta, nem maradtak fenn az utókorra. Bár a Migne-féle Patrologia Graeca 86. kötetében szerepel néhány munka Euologiosz neve alatt, ezek valószínűleg nem hiteles írások. A 9. századi Phótiosz konstantinápolyi pátriárka szerint Euologiosz írt egy terjedelmes munkát  Az Úr emberré válásáról 6 könyvben: a mű a monofizita Szeverosz követőinek nézeteit cáfolta. Másik írásában ugyancsak támadta Szeverosz és Timotheosz nézeteit, ugyanakkor védelmezte I. Leó pápa Tomusát. Phótiosz még ismert 11 polemikus beszédet is a pátriárkától, más források pedig utalnak egy Szentháromságról írott könyvére.